# Dolný Ohaj
Dolný Ohaj je obec na Slovensku v okrese Nové Zámky ležící ve východní části Podunajské nížiny. Žije zde přibližně 1 500 obyvatel. V obci se nachází římskokatolický kostel svaté Rodiny z roku 1873. 

## Historie
Obec byla osídlena již v neolitu. Na jejím území je archeologicky doloženo sídliště s keramikou želiezovské kultury, hrobový nález badenské kultury a slovanské pohřebiště z doby velkomoravské. První písemná zmínka o vesnici pochází z roku 1293.

## Přírodní poměry
Obec leží v Podunajské nížině. V jejím správním území leží přírodní památka Meander Chrenovky a zasahují do ní části přírodní památky Potok Chrenovka a ptačí oblasti Dolní Pováží.

## Obyvatelstvo
Národnostní složení (2001): národnost slovenská 96,8 %, maďarská 0,5 %, česká 0,3 %, nezjištěna 2,4 %.